# 麻莲乡
麻莲乡，是中华人民共和国青海省海北藏族自治州门源回族自治县下辖的一个乡镇级行政单位。

## 行政区划
麻莲乡下辖以下地区：
中麻莲村、包哈图村、葱花滩村、瓜拉村、下麻莲村和白崖沟村。